# ویازوفکا
ویازوفکا (به لاتین: Vyazovka) یک منطقهٔ مسکونی در روسیه است که در باشقیرستان واقع شده‌است.